# Lobelanidina
Lobelanidina es un análogo químico de la lobelina.